# Наталія Єфімкіна
Наталія Єфімкіна (нім. Natalija Yefimkina; нар. 6 липня 1983) — українсько-німецька кінорежисерка. Її документальний фільм Garagenvolk отримав премію Гайнера Карова на 70-му Берлінському міжнародному кінофестивалі. Проживає в Берліні.

## Раннє життя
Наталія Єфімкіна народилася в Києві, тодішній столиці Української РСР, у сім’ї українських науковців.
У 1986 році, внаслідок Чорнобильської катастрофи, вона разом із сім’єю залишила Україну, спочатку переїхавши до Сибіру. У 1989 році сім’я повернулася до Києва, де Наталія пішла до школи, а в 1995 році остаточно оселилася в Німеччині.

## Кар’єра
Єфімкіна вивчала історію та літературу в Берліні, після чого розпочала кар’єру розпочала кар’єру в художніх кінопроєктах як асистентка режисера та продюсера. Серед її досвіду роботи — посада другого асистента режисера у художньому фільмі Mädchen in Eis (режисер Стефан Кромер) та телевізійному фільмі Zeit der Reife (ARD) у 2014 році.
Вона також режисувала кілька короткометражних документальних робіт, зокрема репортаж Schau in meine Welt (KiKA) у 2015 році, а також працювала позаштатною кореспонденткою та перекладачкою в серії Від Амстердама до Одеси (MDR/Arte) того ж року. У 2019 році вона була першим асистентом режисера у художньому фільмі Маркуса Ленца Rival.
Вона дебютувала як режисерка повнометражним документальним фільмом Garagenvolk (2020). За цей фільм вона отримала премію Eurimages Audentia Award, щорічну премію Вернера Герцога, а також премію за справедливість від ver.di-FilmUnion та федеральної асоціації акторів (BFFS) у 2022 році.

## Фільмографія
Режисерка
- 2019: 24H Europe: The Next Generation (телевізійний документальний фільм)
- 2020: Garagenvolk (документальний фільм) (також сценаристка)